# Ilia Sulamanidze
Ilia Sulamanidze (n. 18 iunie 2001, Tkibuli⁠(d), Imeresia⁠(d), Georgia) este un judocan ce a reprezentat Georgia, medaliat olimpic. A participat la o ediție a Jocurilor Olimpice (2024) în care a câștigat o medalie de argint.